# Euprosopia fimbripes
Euprosopia fimbripes är en tvåvingeart som beskrevs av Mcalpine 1973. Euprosopia fimbripes ingår i släktet Euprosopia och familjen bredmunsflugor. Inga underarter finns listade i Catalogue of Life.